# Бачурин, Борис Александрович
Борис Александрович Бачурин — российский актёр. Заслуженный артист России (2002). Окончил ВГИК в 1976 году по специальности «актёр драмтеатра и кино». С 1976 по 1991 — артист Театра-студии киноактёра. С 1997 — артист МХАТа им. М. Горького.

## Театр

### Государственный театр киноактера
- «Без вины виноватые» А. Островский, реж. Е. Симонов — Григорий Незнамов
- «За мертвыми душами» Н. Гоголь, реж. А. Орлов — Ноздрёв
- «Полынь» Варфоломеев, реж. В. Стрижов — Трофим
- «Бобры» В. Мережко, реж. В. Стрижов — Олег
- «Требую суда», реж. Е. Ташков — Санин

### МХАТ им. М. Горького
- «На дне» М. Горький, реж. В. Белякович — Клещ
- «Горячее сердце» А. Островский, реж. В. Белякович — Силантий
- «Валентин и Валентина» М. Рощин, реж. О. Ефремов — Гусев
- «Козьма Минин» А. Островский, реж. В. Белякович — Воевода Алябьев
- «Синяя птица» М. Метерлинк, реж. по возобновлению К. Градополов — Дедушка, Отец
- «Контрольный выстрел» С. Говорухин, Ю. Поляков, реж. С. Говорухин — 1-й телохранитель
- «Обрыв» И. Гончаров, реж. А. Созонтов — Леонтий
- «Годы странствий» А. Арбузов, реж. Ю. Аксенов — Бочкин
- «Рюи Блаз» В. Гюго, реж. В. Бейлис — Граф Альба
- "Красавец мужчина " А. Островского, реж. В. Иванов — Акимыч

### Малая сцена МХАТ им. М. Горького
- «Монах и Бесенок», реж. А. Семёнов — штабс-капитан Снегирёв
- «Высотка» Ю. Харламов, реж. А. Васильев — Семён по кличке Фирс

## Фильмография
- 2012 — На автомате (короткометражный)
- 2011 — Новости — отец Насти
- 2003 — Стилет — эпизод
- 2003 — Здравствуй, столица! — комиссар милиции
- 2002 — Марш Турецкого (2 сезон) — Борис Борисович Петров, генерал-лейтенант ФСБ
- 2002 — Две судьбы — эпизод
- 1992 — Похождения Чичикова (фильм-спектакль) — Ноздрёв
- 1992 — Круг обреченных — инспектор ГАИ
- 1991 — Охота жить (короткометражный)
- 1991 — Меченые — старший опергруппы МВД
- 1990 — Хомо новус | Homo Novus (Венгрия, СССР)
- 1990 — Футболист
- 1990 — По прозвищу «Зверь» — прапорщик
- 1990 — Гол в Спасские ворота — Алексей капитан команды
- 1989 — Прошлое всегда с нами — Валентин, лейтенант милиции
- 1989 — Вход в лабиринт — член совета'
- 1987 — Ловкачи — Борис Санин, бригадир путей, подручный Николая, поклонник Ани
- 1986 — Проделки в старинном духе — Фёдор
- 1986 — Обида — колхозник
- 1986 — В распутицу — эпизод
- 1984—1986 — Михайло Ломоносов (8-я серия) — певец
- 1984 — Тихие воды глубоки
- 1984 — Счастливая, Женька! — врач
- 1984 — Рябиновые ночи — Эдуард Сокольский, артист цирка — номер на мотоцикле'
- 1984 — Блистающий мир — сержант
- 1983 — Тревожный вылет — Владычин, подполковник
- 1983 — Молодые люди — корреспондент газеты «Комсомолец Севера»
- 1983 — Клетка для канареек — милиционер
- 1982 — Открытое сердце — Анатолий, жених Вари
- 1982 — Нас венчали не в церкви — Петр
- 1981 — Портрет жены художника — пассажир в «Жигулях»
- 1980 — Юность Петра| Peters Jugend — Василий Волков
- 1980 — В начале славных дел (СССР, ГДР) — Василий Волков
- 1979 — С любовью пополам | Споделена любов (СССР, Болгария) — эпизод
- 1977 — Хочу быть министром — эпизод
- 1977 — Схватка в пурге — Саша
- 1977 — В зоне особого внимания — Пахомов, гвардии лейтенант ВДВ
- 1976 — Место спринтера вакантно
- 1974 — Хождение по мукам — офицер в ресторане, «крупный молодой человек в полувоенной гимнастерке»
- 1974 — Дочки-матери — парень с «Уралмаша»